# Bastian Kurz
Bastian Kurz (* 23. September 1996 in Altötting) ist ein deutscher Fußballspieler. Sein Bruder Thomas Kurz ist Co-Trainer bei Wacker Burghausen.

## Leben
Kurz bestritt am 18. August 2013 sein erstes Spiel für den FC Augsburg in der B-Junioren-Bundesliga Süd/Südwest. Er absolvierte 42 Spiele in der A-Junioren-Bundesliga Süd/Südwest und erzielte dabei 8 Tore. Zusätzlich bestritt er insgesamt 25 Spiele in der B-Junioren-Bundesliga Süd/Südwest und erzielte dabei 16 Tore. In der zweiten Herrenmannschaft des FC Augsburg absolvierte er am 15. Mai 2015 sein erstes Spiel nach einer Einwechslung in der 67. Minute. In den beiden folgenden Saison hatte er 50 Einsätze und schoss 6 Tore. Rot-Weiß Erfurt nahm ihn am 1. Juli 2017 offiziell unter Vertrag. Sein Pflichtspieldebüt gab er am 1. Spieltag der Saison 2017/18 gegen Preußen Münster (22. Juli 2017). Am 12. August 2017 spielte er im DFB-Pokal gegen die TSG 1899 Hoffenheim erstmals 14 Minuten gegen eine Mannschaft aus der Bundesliga.